# 제삼배우
문학에서 제삼배우(第三俳優) 또는 트리타고니스트(Tritagonist)는 주인공과 들러리 다음으로, 이야기에서 세 번째로 가장 중요한 등장인물이다. 세 번째 주인공이라고도 부른다. 고대 그리스 연극에서 Tritagonist는 연기 극단의 세 번째 멤버였다.